# Walter Schirra

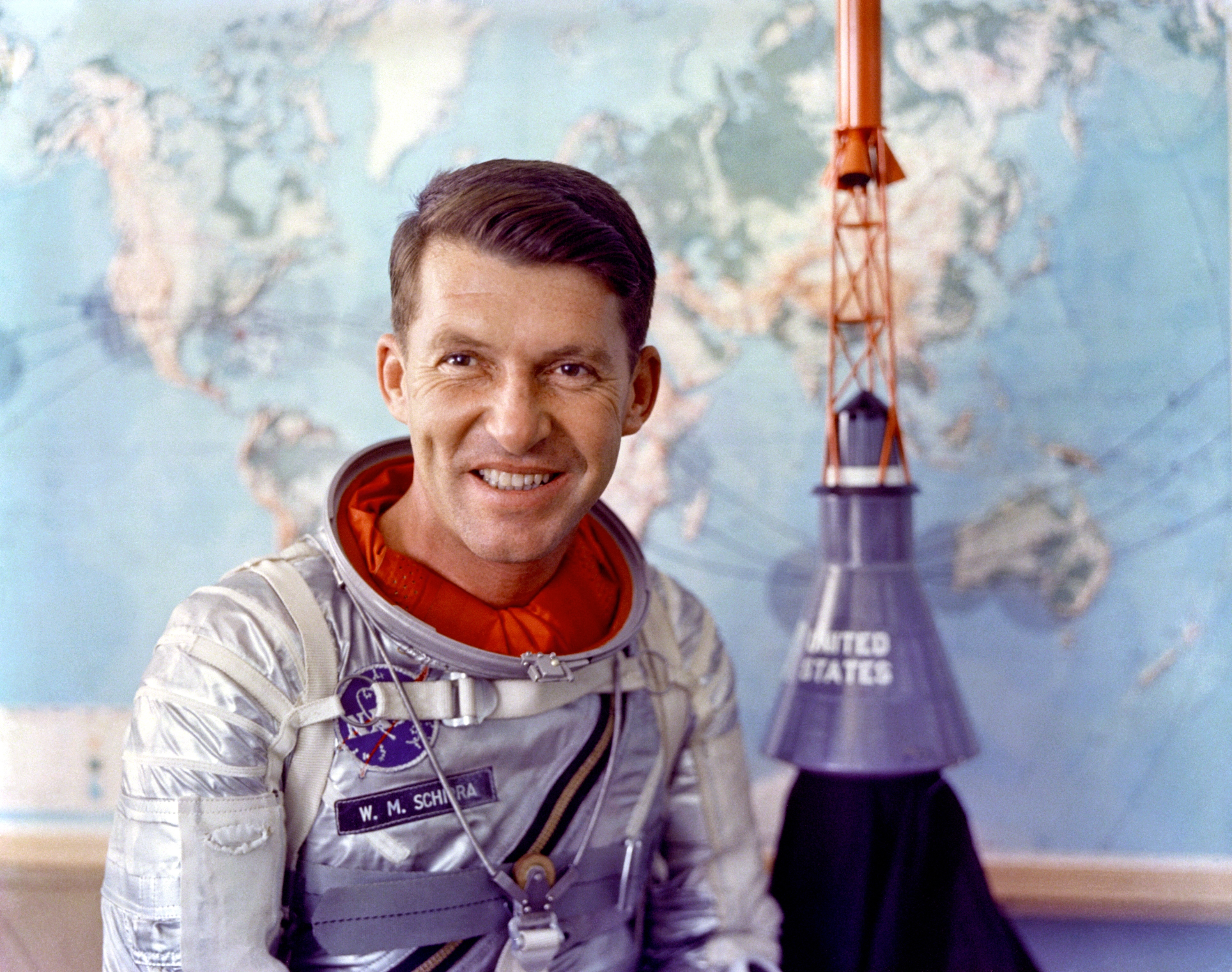
Wally Schirra in astronautenpak in 1962

Walter Marty (Wally) Schirra jr. (Hackensack (New Jersey), 12 maart 1923 – La Jolla (Californië), 3 mei 2007) was een van de eerste Amerikaanse astronauten. Hij vloog als ruimtevaarder aan boord van de Mercury MA-8, de Gemini 6A en de Apollo 7.

## Levensloop
Zijn ouders waren Walter Marty sr. en Florence Shillito (Leach) Schirra. Na zijn middelbareschooltijd in Englewood (New Jersey) te hebben doorlopen studeerde hij van 1940 tot 1942 luchtvaarttechniek aan het Newark College of Engineering (later het New Jersey Institute of Technology). Vervolgens studeerde hij aan de United States Naval Academy en behaalde daar op 6 juni 1945 zijn Bachelor of Science-graad. Tegen het einde van de Tweede Wereldoorlog diende hij enkele maanden op kruiser USS Alaksa. In 1947 kreeg hij zijn vliegopleiding aan het Pensacola Naval Air Station in Florida.
Schirra diende als gevechtspiloot op een vliegdekschip. Hij vloog negentig gevechtsmissies in de Koreaanse Oorlog (begin jaren vijftig) voor de US Air Force in het kader van een uitwisselingsprogramma waar hij met zijn F-86 Sabre twee vijandelijke MiG-15 toestellen neerhaalde. Hij volgde de opleiding tot testpiloot aan de Naval Test Pilot School op Naval Air Station Patuxent River.
Schirra is de enige ruimtevaarder die zowel in het Mercury-, het Gemini- als in het Apollo-programma heeft gevlogen.
Nadat hij op 1 juli 1969 met de rang van kapitein-ter-zee de Amerikaanse marine had verlaten, bekleedde hij diverse functies in het bedrijfsleven. In januari 1979 startte hij zijn eigen bedrijf, Schirra Enterprises geheten.

## Mercury
In april 1959 werd hij samen met zes andere testpiloten door NASA geselecteerd voor de Mercury Seven, de ruimtevaarders die de eerste Amerikaanse bemande ruimtevluchten moesten uitvoeren in het kader van het Mercury-programma. Hij was reservepiloot voor de Mercury MA-7, die op 24 mei 1962 werd gelanceerd met aan boord Scott Carpenter.
Schirra werd voor zijn eerste ruimtevlucht gelanceerd op 3 oktober 1962 aan boord van de Mercury MA-8 (Sigma 7), de vijfde bemande ruimtevlucht in het kader van het Amerikaanse Mercury-programma.

## Gemini
Schirra werd vervolgens geselecteerd als reservegezagvoerder voor de Gemini 3, die op 23 maart 1965 werd gelanceerd met aan boord Virgil Grissom en John Young. Hij werd op 15 december 1965 voor de tweede keer gelanceerd, als gezagvoerder aan boord van de Gemini 6A samen met piloot Thomas Stafford. De Gemini 6A had in de ruimte een rendez-vous met de Gemini 7.

## Apollo
Daarna werd Schirra gezagvoerder van de reservebemanning van de Apollo 1. Op 27 januari 1967 kwam de oorspronkelijke bemanning (Virgil Grissom, Ed White en Roger Chaffee) tijdens een test op het lanceerplatform om het leven toen er brand uitbrak in de cabine. De derde en laatste ruimtevlucht van Schirra was als gezagvoerder van de Apollo 7, samen met Donn Eisele en Walter Cunningham. Apollo 7 (gelanceerd op 11 oktober 1968) was de eerste bemande ruimtevlucht van het Apollo-programma en betrof een testvlucht van bijna elf dagen in een baan om de aarde. Schirra gedroeg zich tijdens de vlucht nogal bot tegenover de vluchtleiding, mede door een verkoudheid die hij had opgelopen. Apollo 7 was zijn laatste vlucht. Schirra had voorafgaand aan de missie al besloten om na afloop ontslag te nemen.
Bij latere Apollo-missies trad hij als deskundige in het nieuws op. Zo werd hij dikwijls geïnterviewd door de bekende presentator Walter Cronkite van CBS News.

## Privé
Hij trouwde op 23 februari 1946 met Josephine (Jo) Cook Fraser uit Seattle, de stiefdochter van admiraal James L. Holloway. Ze kregen twee kinderen, Walter Marty III en Suzanne Karen.
Op 3 mei 2007 overleed Schirra op 84-jarige leeftijd als gevolg van een hartaanval.